# 대중감시
대중감시(大衆監視, 영어: mass surveillance)는 정보기관의 무차별적인 도청감시를 뜻하는 용어이다. 1960년대에 성격이 바뀌기 시작했지만, 각국 정보 기관은 20세기 내내 초국가적인 메시지 감청을 실시해왔다. 20세기 전반기에 주로 군사∙외교와 관련된 메시지와 정보들을 감청하는 수단으로 시작했던 코민트(COMMIT)는 이후 경제는 물론 과학∙기술과 관련된 정보수집까지 포괄되게 되었다. 이런 무차별적인 규제 없이 벌어지는 대중감시는 사회의 여러 중요한 핵심 가치에 피해를 입힌다.현재 각국 정부는 온라인 커뮤니케이션에 대한 통제력을 더욱 높이고자 혈안이 되어 있다. 이는 2013년, 전 세계 정부의 대규모 감시 관행은 미국의 국가안보국(NSA)의 관행에 대한 에드워드 스노든의 2013년 글로벌 감시 공개 이후 문제가 되었다. 스노든이 여러 매체에 유출한 문서에 근거한 보도는 디지털 시대의 시민 자유와 사생활 권리에 대한 논쟁을 촉발시켰다.

## 대한민국에서의 대중감시
대한민국에서도 국민보호와 공공안전을 위한 테러방지법등이 이 문제에 얽혀 있으며, 대한민국 검찰청에서는 3800만명이 사용하는 카카오톡의 감청 영장을 발부하고, 이로 인해 검찰의 감청에서 그나마 자유로운 텔레그램으로의 사이버 망명이 붐을 이룬적이 있었다.

## 대중감시에 대한 이론적 분석
대중감시로 인한 감시사회는 관리와 통제를 위해 소통과 정보 기술에 의존하는 사회라고 볼 수 있다. 이런 대중감시가 발생하는 원인은 이동성과 속도, 안전과 소비자의 자유를 선호하는 사회속의 정치 경제적 관계의 산물이라고 볼 수 있다. 우리는 매일 교류해야 하는 이들의 평판, 신용, 자격을 개별적으로 평가할 기회를 갖지 못하기에 조직들은 일반적으로 이방인들에 대한 감시 정보를 생산함으로써 신뢰성 문제를 해결한다.
이런 대중감시를 일컫는 ‘감시사회’라는 용어는 1985년 게리 T. 마르크스가 “컴퓨터 기술로 인해, 총체적인 사회통제에 저항하는 마지막 장벽이 무너지고 있는” 오웰적 상황을 지칭하기 위해 이 용어를 처음 사용했다.감시사회는 전체주의 사회가 아니며, 감시사회가 전체주의 사회가 될 수 있는 기술적 능력이 있다 하더라도, 그리고 전체주의 사회로의 잠재적인 경향이 쉽게 무시할 정도가 아니라 할지라도 그렇다고 볼 수 있다.

## 코로나바이러스감염증-19 사용
2015년에 중동호흡기증후군 코로나바이러스이 퍼졌을때, 한국은 감염병의 예방 및 관리에 관한 법률을 개정하여 법집행관에게 주어진 개인정보를 영장없이 취합하고 배포할 수 있는 권한을 특정한 의료 공무원에게 주었다.
한국은 다음 세가지 경로를 통하여 감염 환자들을 추적한다:
- 신용 카드 사용
- 휴대폰 위치 추적
- 방범카메라

2020년 3월 25일, 국토교통부, 과학기술정보통신부, 질병관리본부는 빅데이터를 기반으로한 코로나19 역학조사 지원시스템을 발표했다. 빅데이터의 실시간 분석 시스템을 활용해 역학조사를 자동화하는 계기가 되었다.
그리고 의료 공무원들은 환자들에 대하여 다음 사항이 포함된 가능한 정보를 일반에 공개한다:
- 나이
- 성별
- 국적
- 직업
- 위치
- 테스트 한 건강 클리닉
- 마스크 착용 여부

하지만, 한국이 대중에 대한 감시를 통해서만 증가율을 평탄하게 만든것이 아니고, 가용 가능하고, 선진화된 검사 능력 그리고 통신 회사들과 법집행관들과의 공조에 의한 결과이다.

## 같이 보기
- 프리즘 (감시 체계)
- 에드워드 스노든
- 프라이버시
- 파놉티콘
- 중국의 대중감시
- 미국의 대중감시(영어판)